# Noyers (Indre-et-Loire)
Pour les articles homonymes, voir Noyers.
Noyers est une ancienne commune d'Indre-et-Loire, annexée en 1832 à Nouâtre.

## Démographie
| 1793 | 1800 | 1806 | 1821 | 1831 |
| ---- | ---- | ---- | ---- | ---- |
| 220  | 223  | 221  | 205  | 223  |